# Grubodziób białoskrzydły
Grubodziób białoskrzydły (Hesperiphona vespertina) – gatunek ptaka z rodziny łuszczakowatych (Fringillidae), zamieszkujący Amerykę Północną. Narażony na wyginięcie.

## Systematyka
Wyróżnia się trzy podgatunki H. vespertina:
- H. vespertina vespertina – środkowa i wschodnia Kanada i północno-wschodnie USA.
- H. vespertina brooksi – zachodnia Kanada i północno-zachodnie USA.
- H. vespertina montana – południowo-zachodnie USA do południowo-zachodniego Meksyku.

## Morfologia
Długość ciała 18–21,5 cm; masa ciała 51,1–71,7 g.
Czoło i brew żółte, ciemię czarne. Gardło, maska, szyja i potylica żółtobrązowe. Pierś, boki, brzuch, grzbiet i kuper żółtawe. Skrzydła i ogon czarne: na skrzydłach widoczna duża, biała plama. Dziób duży, zielony na wiosnę, kredowobiały w zimie. Samica szara, z wierzchu ciemniejsza, z żółtym nalotem od spodu; sterówki z białym plamkami.

## Ekologia
Lasy iglaste środkowej i zachodniej części Ameryki Północnej. Zimę spędza w lasach liściastych i sadach, w środkowej i południowej części Ameryki Północnej.

## Status
Międzynarodowa Unia Ochrony Przyrody (IUCN) od 2018 roku klasyfikuje grubodzioba białoskrzydłego jako gatunek narażony na wyginięcie (VU – Vulnerable); wcześniej miał status gatunku najmniejszej troski (LC, Least Concern). Choć populacja tego ptaka nadal jest duża (w 2016 roku szacowano ją na 3,4 miliona dorosłych osobników), to jej liczebność szybko spada. Choć przyczyn tego spadku jednoznacznie nie ustalono, to przypuszcza się, że mogą to być: zmiany w środowisku, choroby, kolizje z oknami czy zwalczanie uznanych za szkodniki owadów stanowiących pożywienie tego ptaka.